# هامربروکه
هامربروکه (به آلمانی: Hammerbrücke) یک منطقهٔ مسکونی در آلمان است که در Muldenhammer واقع شده‌است. هامربروکه  ۱٬۳۶۹ نفر جمعیت دارد.